# Мадагаскар (мультфильм)
«Мадагаска́р» (англ. Madagascar) — американский анимационный комедийный фильм о выживании 2005 года производства DreamWorks Animation SKG и PDI/DreamWorks, распространяемый DreamWorks Pictures. Режиссёрами фильма выступили Эрик Дарнелл и Том Макграт (в полнометражном режиссёрском дебюте Макграта), а сценаристами — Дарнелл, Макграт, Марк Бёртон и Билли Фролик. Персонажей фильма озвучили такие актёры, как Бен Стиллер, Крис Рок, Дэвид Швиммер, Джада Пинкетт-Смит, Саша Барон Коэн, Седрик «Развлекатель» и Энди Рихтер. В центре сюжета — группа животных из зоопарка Центрального парка, которые оказались на острове Мадагаскар и вынуждены приспосабливаться к жизни в дикой природе.
DreamWorks и PDI приступили к разработке анимационного фильма под названием Rockumentary с участием рок-группы penguin в стиле Beatles, режиссёром которого должен был стать Дарнелл, после того как он закончил свою работу над «Муравьём Антц» (1998). Идея была отвергнута в 2001 году, но Дарнелл решил возродить «пингвинов», однако теперь в виде отряда коммандос, а не рок-группы, после начала съёмок на Мадагаскаре. Музыкальное сопровождение к фильму написал Ханс Циммер. В саундтреке присутствуют песни разных популярных исполнителей, в том числе кавер-версия песни «I Like to Move It» в исполнении Коэна, которая с тех пор стала постоянной музыкальной темой всей франшизы.
Вышедший 27 мая 2005 года «Мадагаскар» получил смешанные отзывы критиков, которые хвалили визуальные эффекты и очарование, но раскритиковали сюжет и юмор. Несмотря на неоднозначные отзывы, фильм имел успех в прокате, собрав 556,6 миллиона долларов при производственном бюджете в 75 миллионов долларов, став шестым самым кассовым фильмом 2005 года. Успех «Мадагаскара» положил начало мультимедийной франшизе, которая включает в себя два продолжения, а также спин-офф фильма «Пингвины Мадагаскара» (2014); несколько короткометражных фильмов, телесериалов и специальных программ; а также ряд видеоигр, аттракционов в тематических парках и живых сценических шоу, начиная с «Мадагаскара: Побег из Африки 2» (2008).

## Сюжет
В зоопарке Центрального парка зебра Марти празднует десятый день рождения. Его жизнь стала скучной, и он жаждет побывать в дикой местности. Лучший друг Марти, лев Алекс, наслаждается позированием перед публикой в своём амплуа «Короля Нью-Йорка». Он пытается развеселить Марти, но тот, получив несколько советов от пингвинов — Шкипера, Ковальски, Рико и Прапора, пытающихся сбежать, —  следует за ними.
Алекс, жираф Мелман и бегемотиха Глория сбегают из зоопарка ночью, чтобы его найти, и попадают в подземное Нью-Йорское Метро. На одной из станций они пугают пассажиров поезда, которые в ужасе убегают прочь из последнего вагона. В конце концов друзья убегают из поезда и, прибыв на Большой Центральный Вокзал Нью-Йорка, быстро находят Марти и пытаются убедить его вернуться. Вместе с пингвинами и двумя обычными обезьянами шимпанзе, Мейсоном и Филом, все четверо оказываются на станции Большой Центральный вокзал.
Прибывшие туда люди полицейские, приняв за агрессию попытку Алекса пообщаться с ними, усыпляют всех животных с помощью транквилизатора. Под давлением зоозащитников зоопарк отправляет сбежавших животных в Африку, в Кенийский природный заповедник, на старом пароходном судне.
Во время путешествия пингвины сбегают из ящика и захватывают пароход, намереваясь доплыть до Антарктиды. В результате резкого разворота пароходного судна при изменении курса следования ящики с Алексом, Марти, Мелманом и Глорией падают за борт и прибиваются к берегу Мадагаскара.
Изначально животные полагают, что находятся в местном зоопарке Сан-Диего. После этого они сталкиваются со стаей лемуров во главе с королём Джулианом XIII и узнают своё истинное местоположение. Алекс обвиняет Марти в случившемся и безуспешно пытается подать сигнал о помощи, чтобы вернуться к цивилизации. Марти же обустраивает себе дом, затем к нему присоединяются Глория и Мелман. В конечном счёте приходит и Алекс, но в условиях отсутствия привычной еды — свиных стейков, которыми его кормили в зоопарке, у него начинает проявляться охотничий инстинкт.
На следующее утро компания обнаруживает, что находится среди лемуров. Те принимают их к себе, хотя советник короля, Морис, предупреждает всех о хищном характере Алекса. Джулиан игнорирует опасения Мориса и убеждает группу помочь им отбиться от стаи фосс, которые охотятся на лемуров. Алекс отпугивает фосс и показывает танцевальное представление лемурам, а после внезапно для всех нападает на Марти в порыве голода.
Понимая, что Алекс представляет угрозу, король высылает его вглубь острова, где живут фоссы; там Алекс строит себе дом из камней и кольев. Марти, увидев, что случилось с Алексом, и поняв, как трудно выходцу из цивилизации выжить в дикой природе, где жизнь основана на суровой борьбе видов за существование, начинает жалеть о своём решении покинуть зоопарк.
Тем временем, побывав в Антарктиде, пингвины обнаруживают, что это просто «полный привет», и сажают корабль на Мадагаскаре, завидев сигнал, который им подали Глория, Мелман и Марти. Марти отправляется за Алексом и пытается убедить следовать за ним на берег, но Алекс отказывается из-за страха снова атаковать Марти. Пингвины, Глория и Мелман идут искать Марти и попадают в ловушку фосс. В последнюю минуту Алекс преодолевает свои инстинкты и прогоняет фосс с территории лемуров. Этот поступок возвращает уважение последних к Алексу. После пингвины помогают ему утолить голод с помощью суши. Как только лемуры устраивают прощальный праздник для четвёрки, уже подготовившейся к отплытию, пингвины решают не сообщать новость о том, что на корабле закончилось топливо.
В конце фильма, во время показа заключительных титров, все герои начинают танцевать под композицию «I Like to Move It».

## Роли озвучивали
- Бен Стиллер — Алекс, лев.
- Крис Рок — Марти, зебра.
- Джада Пинкетт-Смит — Глория, гиппопотам.
- Дэвид Швиммер — Мелман, жираф.
- Саша Барон Коэн — Джулиан, кошачий лемур, король лемуров.
- Седрик «Развлекатель» — Морис, ай-ай, помощник Джулиана.
- Энди Рихтер — Морт, мышиный лемур.
- Том Макграт — Шкипер, командир пингвинов.
- Крис Миллер — Ковальски, «мозг» пингвинов.
- Джеффри Катценберг — Рико, пингвин-оружие (в титрах не написан).
- Кристофер Найтс — Прапор, пингвин-боец.
- Конрад Вернон — Мейсон, обезьяна.
- Элиза Габриэлли — старушка Нана.

## Реакция
Поклонники фильма разобрали его на цитаты.
Наибольшую популярность в народе обрела фраза из фильма «Улыбаемся и машем, парни, улыбаемся и машем!» (англ. «Just smile and wave, boys. Smile and wave.»). Эту фразу в фильме произносит капитан пингвинов Шкипер для отвлечения внимания посетителей зоопарка от того, что его друзья готовят побег, а также в других ситуациях, когда надо было скрыть истинные намерения и понравиться другим персонажам фильма.
По утверждению редактора сайта газеты «Комсомольская правда», анимационный фильм «Мадагаскар» был запрещён на Мадагаскаре из-за сходства «самопровозглашённого короля лемуров» Джулиана с рядом политиков, пришедших к власти на острове в результате государственных переворотов.